# Cal Puigpinós (Solsona)
Cal Puigpinós és una casa de Solsona protegida com a Bé Cultural d'Interès Local.

## Descripció
Edifici entre mitgeres del segle xiv que ha patit diverses reformes. Té dues façanes i consta de planta baixa i dues plantes pis, més una solana. La façana de l'Avinguda té una planta més a l'altura del pati. El parament de les façanes és de pedra tallada. La façana del carrer Llobera està marcada per un sol eix vertical format per la portalada d'arc de mig punt sobre la qual hi ha unes balconades i unes finestretes a la part dreta. A les golfes hi ha dues petites finestres quadrades.